# Vilayet de Diyarbekir
1867–1922
Entités précédentes :
- Pachalik de Diyarbakır (Empire ottoman)

Entités suivantes :
- République de Turquie

Le vilayet de Diyarbekir (en turc ottoman : لايت ديار بكر, Vilâyet-i Diyarbakır) est un vilayet de l'Empire ottoman. Créé en 1867, il disparaît en 1922. Sa capitale est Diyarbakır.

## Histoire
En 1867, dans les réformes administratives du tanzimat, l'eyalet ou pachalik de Diyarbakır est transformé en vilayet éponyme. En 1879, le nord-ouest du vilayet (Elâzığ, Malatya) est détaché pour former le vilayet de Mamouret-ul-Aziz.
Dans la période des massacres hamidiens, la région a connu les massacres de Diyarbakır (1895) (en) visant les chrétiens arméniens et assyriens.

## Territoire

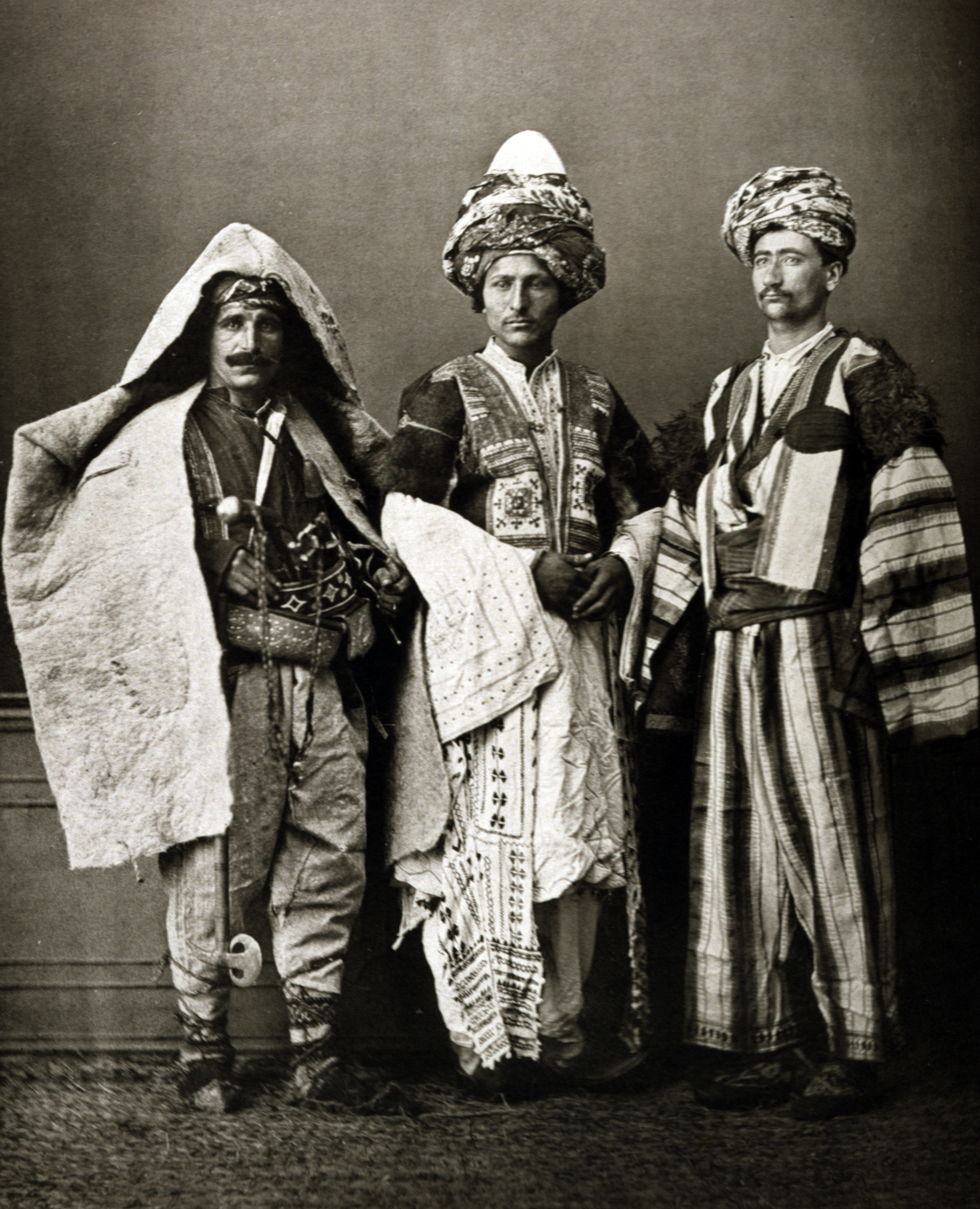
Costumes du vilayet de Diyarbakır, 1873. De g. à dr. : berger kurde des environs de Diyarbakır, Kurde de Mardin, Kurde de Cizre

Le vilayet de Diyarbekir est situé dans l'est de l'Anatolie, aux sources du Tigre ; à l'ouest, il est longé par l'Euphrate. Il est bordé à l'ouest, par le vilayet de Mamouret-ul-Aziz, au nord-est par les vilayets d'Erzurum, de Bitlis et de Van, au sud par le vilayet d'Alep, le moutassarifat de Deir ez-Zor et le vilayet de Mossoul.

## Subdivisions
Le vilayet comprenait quatre sandjaks (districts) :
1. Sandjak de Diyarbakır (Diyarbakır, Lice, Silvan, Derik, Beşiri)
2. Sandjak de Mardin (Mardin, Cizre, Midyat, Savur, Nusaybin)
3. Sandjak d'Ergani (Ergani, Maden, Palu)
4. Sandjak de Siverek (Siverek, Çermik, Viranşehir), séparé du vilayet de Diyarbakır en 1907

## Littérature
- Le Livre de ma grand-mère de Fethiye Çetin (2004, traduit du turc par Alexis Krikorian et Laurence Djolakian, éditions de l’Aube, pour la traduction française) raconte l'histoire de la grand-mère de l'auteure, enfant survivante du génocide arménien adoptée par un officier turc de Maden.